# Circuit urbain de Montréal
Le circuit urbain de Montréal est un circuit automobile temporaire empruntant les rues de Montréal. Il a accueilli une seule fois l'ePrix de Montréal comptant pour le championnat de Formule E FIA.

## Historique
Le premier ePrix s'y est tenu le 29 juillet 2017 et a eu lieu comme double manche. C'est le seul ePrix qui a eu lieu à Montréal alors que celui de 2018 a été annulé.

## Description
Le tracé, composé de quatorze virages, est long de 2,745 km.
Le circuit se situe à l'est du centre-ville, près de la Maison de Radio-Canada et du pont Jacques-Cartier, entre les rues Berri et Papineau. La ligne de départ/arrivée est sur le boulevard René-Lévesque allant vers l'est.
Le premier virage, sur la rue Papineau, mène au second sur l'avenue Viger. Le virage no 3 emprunte la rue Panet jusqu'au virage 4 sur la rue Notre-Dame et le no 5 sur la rue Saint-Antoine. Le virage no 6 emprunte à la rue Saint-Hubert et le no 7 l'avenue Viger.
Après le virage no 8, à la rue Berri, le circuit retrouve le boulevard René-Lévesque. Cependant, les voitures sont ralenties par une chicane avant de terminer le tour.